# Herrarnas C-2 1000 meter i kanotsport vid olympiska sommarspelen 2008
Herrarnas C-2 1000 meter vid olympiska sommarspelen 2008 hölls på Shunyi Olympic Rowing-Canoeing Park i Peking. 

## Medaljörer
| Gren            | Guld                                              | Silver                                   | Brons                            |
| C-2, 1000 meter | Belarus Andrei Bahdanovitj Aliaksandr Bahdanovitj | Tyskland Christian Gille Tomasz Wylenzek | Ungern György Kozmann Tamás Kiss |

## Resultat

### Heat

#### Heat 1
| Placering | Kanotister                                 | Land      | Tid      | Noteringar |
| --------- | ------------------------------------------ | --------- | -------- | ---------- |
| 1         | Christian Gille, Tomasz Wylenzek           | Tyskland  | 3:40.939 | QF         |
| 2         | Constantin Ciprian Popa, Niculae Flocea    | Rumänien  | 3:41.846 | QF         |
| 3         | Andrew Russell, Gabriel Beauchesne-Sevigny | Kanada    | 3:43.491 | QF         |
| 4         | György Kozmann, Tamás Kiss                 | Ungern    | 3:46.020 | QS         |
| 5         | Bertrand Hemonic, William Tchamba          | Frankrike | 3:46.431 | QS         |
| 6         | Everardo Cristóbal, Dimas Camilo           | Mexiko    | 3:51.684 | QS         |
| 7         | Ruslan Dzjalilov, Petro Kruk               | Ukraina   | 4:06.744 | QS         |

#### Heat 2
| Placering | Kanotister                                 | Land      | Tid      | Noteringar |
| --------- | ------------------------------------------ | --------- | -------- | ---------- |
| 1         | Andrei Bahdanovitj, Aliaksandr Bahdanovitj | Belarus   | 3:40.369 | QF         |
| 2         | Serguey Torres, Karel Aguilar Chacon       | Kuba      | 3:41.171 | QF         |
| 3         | Sergej Ulegin, Aleksandr Kostoglod         | Ryssland  | 3:41.291 | QF         |
| 4         | Chen Zhongyun, Zhang Zhiwu                 | Kina      | 3:41.658 | QS         |
| 5         | Wojciech Tyszyński, Paweł Baraszkiewicz    | Polen     | 3:42.177 | QS         |
| 6         | Dejan Georgiev, Adnan Aliev                | Bulgarien | 3:54.111 | QS         |

### Semifinal
| Placering | Kanotister                              | Land      | Tid      | Noteringar |
| --------- | --------------------------------------- | --------- | -------- | ---------- |
| 1         | Wojciech Tyszyński, Paweł Baraszkiewicz | Polen     | 3:42.435 | QF         |
| 2         | György Kozmann, Tamás Kiss              | Ungern    | 3:42.482 | QF         |
| 3         | Chen Zhongyun, Zhang Zhiwu              | Kina      | 3:42.619 | QF         |
| 4         | Dejan Georgiev, Adnan Aliev             | Bulgarien | 3:45.019 |            |
| 5         | Ruslan Dzhalilov, Petro Kruk            | Ukraina   | 3:46.050 |            |
| 6         | Bertrand Hemonic, William Tchamba       | Frankrike | 3:48.406 |            |
| 7         | Everardo Cristóbal, Dimas Camilo        | Mexiko    | 3:49.695 |            |

### Final
| Placering | Kanotister                                 | Land     | Tid      | Noteringar |
| --------- | ------------------------------------------ | -------- | -------- | ---------- |
|           | Andrej Bahdanovitj, Aliaksandr Bahdanovitj | Belarus  | 3:36.365 |            |
|           | Christian Gille, Tomasz Wylenzek           | Tyskland | 3:36.588 |            |
|           | György Kozmann, Tamás Kiss                 | Ungern   | 3:40.258 |            |
| 4         | Constantin Ciprian Popa, Niculae Flocea    | Rumänien | 3:40.342 |            |
| 5         | Chen Zhongyun, Zhang Zhiwu                 | Kina     | 3:40.593 |            |
| 6         | Andrew Russell, Gabriel Beauchesne-Sevigny | Kanada   | 3:41.165 |            |
| 7         | Wojciech Tyszyński, Paweł Baraszkiewicz    | Polen    | 3:42.845 |            |
| 8         | Sergej Ulegin, Aleksandr Kostoglod         | Ryssland | 3:44.669 |            |
| 9         | Serguey Torres, Karel Aguilar Chacon       | Kuba     | 3:48.877 |            |